# فلسفه آزتک
فلسفه آزتک مکتبی از فلسفه بود که در فرهنگ آزتک توسعه یافت. کیهان‌شناسی آزتک دوگانه‌گرا بود. فلسفه آزتک نیز شامل اخلاق و زیبایی‌شناسی بود. ادعا شده‌است که سؤال اصلی در فلسفه آزتک این بود که مردم چگونه می‌توانند ثبات و تعادل را در دنیایی زودگذر بیابند.

## باورها
فلسفه آزتک اومیتیوتل (Ometeotl) را وحدتی می‌دید که زیربنای جهان است. اومیتیوتل همه چیز را شکل می‌دهد، حتی چیزهایی که در تقابل هم هستند، مانند روشنایی و تاریکی، زندگی و مرگ. این عناصر متقابل تجلی وحدتی به‌واسطه اومیتیوتل تلقی می‌شدند. اعتقاد به وحدت با عبارات دوگانه با ایده‌های مونیستی دیالکتیکی مشابه در فلسفه‌های غربی و شرقی مقایسه می‌شود.

## ارتباط با مذهب آزتک
کاهنان آزتک دیدگاهی پانانتئیستی نسبت به دین داشتند، اما مذهب رایج آزتک شرک بود. کاهنان خدایان مختلف را جنبه‌هایی از وحدت منفرد و متعالی تئوتل می‌دیدند، اما توده‌ها اجازه داشتند بدون درک ماهیت واقعی و یکپارچه خدایان آزتک خود شرک کنند.

## باورهای اخلاقی و زیبایی‌شناسی
فیلسوفان آزتک به اخلاق با نگاه ایجاد تعادل تمرکز داشتند. به‌نظر می‌رسید که جهان دائماً با تئوتل در حال تغییر است. اخلاق بر یافتن مسیری برای داشتن یک زندگی متعادل متمرکز بود که ثبات جهان را در حال تغییر ایجاد می‌کرد.
فلسفه آزتک هنرها را راهی برای بیان ماهیت واقعی تئوتل می‌دانست. هنر اگر به‌نحوی درک بهتری از تئوتل را به ارمغان آورد، خوب تلقی می‌شد. شعر آزتک ارتباط تنگاتنگی با فلسفه داشت و برای بیان مفاهیم فلسفی استفاده می‌شد. در زیر نمونه‌ای از چنین شعری را که از ناواتل ترجمه شده‌است، می‌بینید:
هیچ‌کس برای ماندن روی این زمین نمی‌آید
بدن ما مانند درختان رز است -
آن‌ها گل می‌دهند، سپس پژمرده می‌شوند و می‌میرند.
اما دل‌های ما در بهار مثل گیاه است
زندگی می‌کنند و دوباره برای همیشه سبز می‌شوند.

## مفهوم زمان در آزتک
جیمز مافی توضیح داده‌است که مفهوم زمان در آزتک (مانند مفهوم مایاها) یک جریان یکنواخت رو به جلو نیست که گذر آن را بتوان به‌دقت توسط یک ساعت یا دستگاه مشابه اندازه‌گیری کرد.
رویدادهای خاص موجودیت‌های مجزا و منحصربه‌فردی بودند که فقط به اتفاقاتی که بلافاصله قبل از آن‌ها رخ داده‌اند یا به رویدادهایی که بلافاصله پس از آن رخ داده‌اند مربوط می‌شوند. در شمارش تقویم ۲۶۰ روزه و ۳۶۰+۵ روزه موقعیت‌هایی که آن‌ها اتفاقاً اشغال کردند از اهمیت بسیار بالایی برخوردار بود. همچنین چرخه ۵۸۴ روزه زهره و در واقع «چرخه‌های رشد سنی» افراد درگیر (که از تولد تا پیری ادامه داشت) قابل توجه بود.

## متون
علی‌رغم وجود متونی که پس از فتح مستعمرات توسط مبلغان اسپانیایی یا بومیان تحصیل‌کرده اسپانیایی مسیحی‌شده نوشته شده‌است، منابع کمی وجود دارد که بتوان به‌واسطه آن‌ها فلسفه آزتک را مطالعه کرد. فاتحان بیشتر متون آزتک (و مایاها) را سوزاندند. منابع پیش از فتح شامل دفترنامه بورجا و دفترنامه بوربونیکوس (نوشته‌شده در مورد زمان فتح) است. و متون پس از فتح شامل دفترنامه فلورانس، دفترنامه مندوزا و دفترنامه ماگلیابچیانو، و موارد دیگر است.

## یادداشت
1. ↑  نامی برای اشاره به جفت خدایان آزتک
2. ↑  یک اصطلاح ناهواتلی برای تقدس یا الوهیت است که گاهی اوقات «خدا» ترجمه می‌شود. برای آزتک‌ها تئوتل متافیزیکی بود که فلسفه دینی آن‌ها بر آن استوار بود.